# Olympische Sommerspiele 2024/Teilnehmer (Samoa)
| Gelbes Symbol für Goldmedaillen mit stilisierten Olympischen Ringen | Graues Symbol für Silbermedaillen mit stilisierten Olympischen Ringen | Braundes Symbol für Bronzemedaillen mit stilisierten Olympischen Ringen |
| ------------------------------------------------------------------- | --------------------------------------------------------------------- | ----------------------------------------------------------------------- |
| —                                                                   | —                                                                     | —                                                                       |

Samoa nahm an den Olympischen Spielen 2024 vom 26. Juli bis zum 11. August 2024 in Paris mit 24 Athleten teil. Es war die insgesamt elfte Teilnahme an Olympischen Sommerspielen.
Für die Eröffnungsfeier wurde der Gewichtheber Don Opeloge zum Fahnenträger der Mannschaft Samoas ernannt.

## Teilnehmer nach Sportarten

### Boxen
| Athleten               | Wettbewerb       | 1. Runde | 1. Runde | Achtelfinale    | Achtelfinale | Viertelfinale | Viertelfinale | Halbfinale    | Halbfinale    | Finale        | Finale        | Rang |
| Athleten               | Wettbewerb       | Gegner   | Ergebnis | Gegner          | Ergebnis     | Gegner        | Ergebnis      | Gegner        | Ergebnis      | Gegner        | Ergebnis      | Rang |
| ---------------------- | ---------------- | -------- | -------- | --------------- | ------------ | ------------- | ------------- | ------------- | ------------- | ------------- | ------------- | ---- |
| Männer                 |                  |          |          |                 |              |               |               |               |               |               |               |      |
| Ato Plodzicki-Faoagali | Klasse bis 92 kg | —        | —        | V. Schelstraete | 0:5          | ausgeschieden | ausgeschieden | ausgeschieden | ausgeschieden | ausgeschieden | ausgeschieden | 9    |

### Gewichtheben
| Athleten        | Wettbewerb        | Reißen                | Reißen                | Stoßen        | Stoßen        | Zweikampf     | Zweikampf     | Rang |
| Athleten        | Wettbewerb        | Gewicht               | Rang                  | Gewicht       | Rang          | Gewicht       | Rang          | Rang |
| --------------- | ----------------- | --------------------- | --------------------- | ------------- | ------------- | ------------- | ------------- | ---- |
| Frauen          |                   |                       |                       |               |               |               |               |      |
| Iuniarra Sipaia | Klasse über 81 kg | 105 kg                | 12                    | 141 kg        | 9             | 246 kg        | 11            | 11   |
| Männer          |                   |                       |                       |               |               |               |               |      |
| Don Opeloge     | Klasse bis 102 kg | ohne gültigen Versuch | ohne gültigen Versuch | ausgeschieden | ausgeschieden | ausgeschieden | ausgeschieden | DNF  |

### Judo
| Athleten        | Wettbewerb       | 1. Runde    | 1. Runde | 2. Runde | 2. Runde | Achtelfinale  | Achtelfinale  | Viertelfinale | Viertelfinale | Halbfinale / Trostrunde | Halbfinale / Trostrunde | Finale / Platz 3 | Finale / Platz 3 | Rang |
| Athleten        | Wettbewerb       | Gegner      | Ergebnis | Gegner   | Ergebnis | Gegner        | Ergebnis      | Gegner        | Ergebnis      | Gegner                  | Ergebnis                | Gegner           | Ergebnis         | Rang |
| --------------- | ---------------- | ----------- | -------- | -------- | -------- | ------------- | ------------- | ------------- | ------------- | ----------------------- | ----------------------- | ---------------- | ---------------- | ---- |
| Männer          |                  |             |          |          |          |               |               |               |               |                         |                         |                  |                  |      |
| William Tai Tin | Klasse bis 73 kg | A. T. Mlugu | 1:10s1   | —        | —        | ausgeschieden | ausgeschieden | ausgeschieden | ausgeschieden | ausgeschieden           | ausgeschieden           | ausgeschieden    | ausgeschieden    | 17   |

### Kanu

#### Kanurennsport
| Athleten         | Wettbewerb | Vorlauf     | Vorlauf | Viertelfinale | Viertelfinale | Halbfinale    | Halbfinale    | A/B-Finale    | A/B-Finale    | Rang |
| Athleten         | Wettbewerb | Zeit        | Rang    | Zeit          | Rang          | Zeit          | Rang          | Zeit          | Rang          | Rang |
| ---------------- | ---------- | ----------- | ------- | ------------- | ------------- | ------------- | ------------- | ------------- | ------------- | ---- |
| Frauen           |            |             |         |               |               |               |               |               |               |      |
| Samalulu Clifton | K1 500 m   | 2:02,12 min | 7       | 1:59,64 min   | 8             | ausgeschieden | ausgeschieden | ausgeschieden | ausgeschieden | 37   |
| Männer           |            |             |         |               |               |               |               |               |               |      |
| Tuva’a Clifton   | K1 1000 m  | 3:54,49 min | 6       | 3:55,20 min   | 7             | ausgeschieden | ausgeschieden | ausgeschieden | ausgeschieden | 28   |

### Leichtathletik
Springen und Werfen
| Athleten  | Wettbewerb | Qualifikation | Qualifikation | Finale     | Finale | Rang |
| Athleten  | Wettbewerb | Weite/Höhe    | Rang          | Weite/Höhe | Rang   | Rang |
| --------- | ---------- | ------------- | ------------- | ---------- | ------ | ---- |
| Männer    |            |               |               |            |        |      |
| Alex Rose | Diskuswurf | 62,88 m       | 12            | 61,89 m    | 12     | 12   |

### Ringen

#### Freier Stil
Legende: G = Gewonnen, V = Verloren, S = Schultersieg
| Athleten     | Wettbewerb       | Achtelfinale | Achtelfinale | Viertelfinale | Viertelfinale | Halbfinale    | Halbfinale    | Hoffnungsrunde Halbfinale | Hoffnungsrunde Halbfinale | Hoffnungsrunde Finale | Hoffnungsrunde Finale | Finale        | Finale        | Rang |
| Athleten     | Wettbewerb       | Gegner       | Ergebnis     | Gegner        | Ergebnis      | Gegner        | Ergebnis      | Gegner                    | Ergebnis                  | Gegner                | Ergebnis              | Gegner        | Ergebnis      | Rang |
| ------------ | ---------------- | ------------ | ------------ | ------------- | ------------- | ------------- | ------------- | ------------------------- | ------------------------- | --------------------- | --------------------- | ------------- | ------------- | ---- |
| Männer       |                  |              |              |               |               |               |               |                           |                           |                       |                       |               |               |      |
| Gaku Akazawa | Klasse bis 65 kg | I. Dudaev    | 0:10         | ausgeschieden | ausgeschieden | ausgeschieden | ausgeschieden | ausgeschieden             | ausgeschieden             | ausgeschieden         | ausgeschieden         | ausgeschieden | ausgeschieden | 14   |

### 7er-Rugby
| Wettbewerb         | Männer |
| ------------------ | --- |
| Athleten           | Vaovasa Afa Sua Va’a Apelu Maliko Faafoi Falaniko Lalomilo Lalomilo Neueli Leitufia Bj Telefoni Lima Tom Maiava Alamanda Motuga Taunuu Niulevaea Steve Onosai Motu Opetai Paul Scanlan |
| Trainer            | Brian Lima |
| Gruppenphase       | Australien (14:21) Argentinien (12:28) Kenia (26:0) |
| Viertelfinale      | ausgeschieden |
| Halbfinale         | ausgeschieden |
| Finale             | ausgeschieden |
| Platzierungsspiele | Japan (42:7) Kenia (5:10) |
| Rang               | 10 |

### Schwimmen
| Athleten         | Wettbewerb     | Vorlauf | Vorlauf | Halbfinale    | Halbfinale    | Finale        | Finale        | Rang |
| Athleten         | Wettbewerb     | Zeit    | Rang    | Zeit          | Rang          | Zeit          | Rang          | Rang |
| ---------------- | -------------- | ------- | ------- | ------------- | ------------- | ------------- | ------------- | ---- |
| Frauen           |                |         |         |               |               |               |               |      |
| Kaiya Brown      | 50 m Freistil  | 28,31 s | 48      | ausgeschieden | ausgeschieden | ausgeschieden | ausgeschieden | 48   |
| Männer           |                |         |         |               |               |               |               |      |
| Johann Stickland | 100 m Freistil | 52,94 s | 66      | ausgeschieden | ausgeschieden | ausgeschieden | ausgeschieden | 66   |

### Segeln
| Athleten        | Wettbewerb   | Qualifikation | Qualifikation | Medal Race    | Medal Race    | Punkte        | Rang |
| Athleten        | Wettbewerb   | Punkte        | Rang          | Punkte        | Rang          | Punkte        | Rang |
| --------------- | ------------ | ------------- | ------------- | ------------- | ------------- | ------------- | ---- |
| Frauen          |              |               |               |               |               |               |      |
| Vaimooia Ripley | Laser Radial | 369           | 43            | ausgeschieden | ausgeschieden | ausgeschieden | 43   |
| Männer          |              |               |               |               |               |               |      |
| Eroni Leilua    | Laser        | 317           | 42            | ausgeschieden | ausgeschieden | ausgeschieden | 42   |